# Le Détroit
Le Détroit (Ausspracheⓘ) ist eine französische Gemeinde mit 92 Einwohnern (Stand: 1. Januar 2022) im Département Calvados in der Region Normandie. Sie gehört zum Arrondissement Caen und zum Kanton Falaise.

## Geografie
Le Détroit liegt etwa 11 km westlich von Falaise. Umgeben wird die Gemeinde von Tréprel im Norden, Pierrepont im Nordosten, Les Loges-Saulces im Osten, Rapilly im Südosten und Süden, Le Mesnil-Villement im Südwesten, Pont-d’Ouilly im Westen sowie Pierrefitte-en-Cinglais in nordwestlicher Richtung.

## Bevölkerungsentwicklung
| Jahr                             | 1793 | 1836 | 1876 | 1926 | 1946 | 1968 | 1990 | 2016 |
| Einwohner                        | 316  | 314  | 213  | 114  | 121  | 99   | 82   | 88   |
| Quelle: Cassini, EHESS und INSEE |      |      |      |      |      |      |      |      |

## Sehenswürdigkeiten

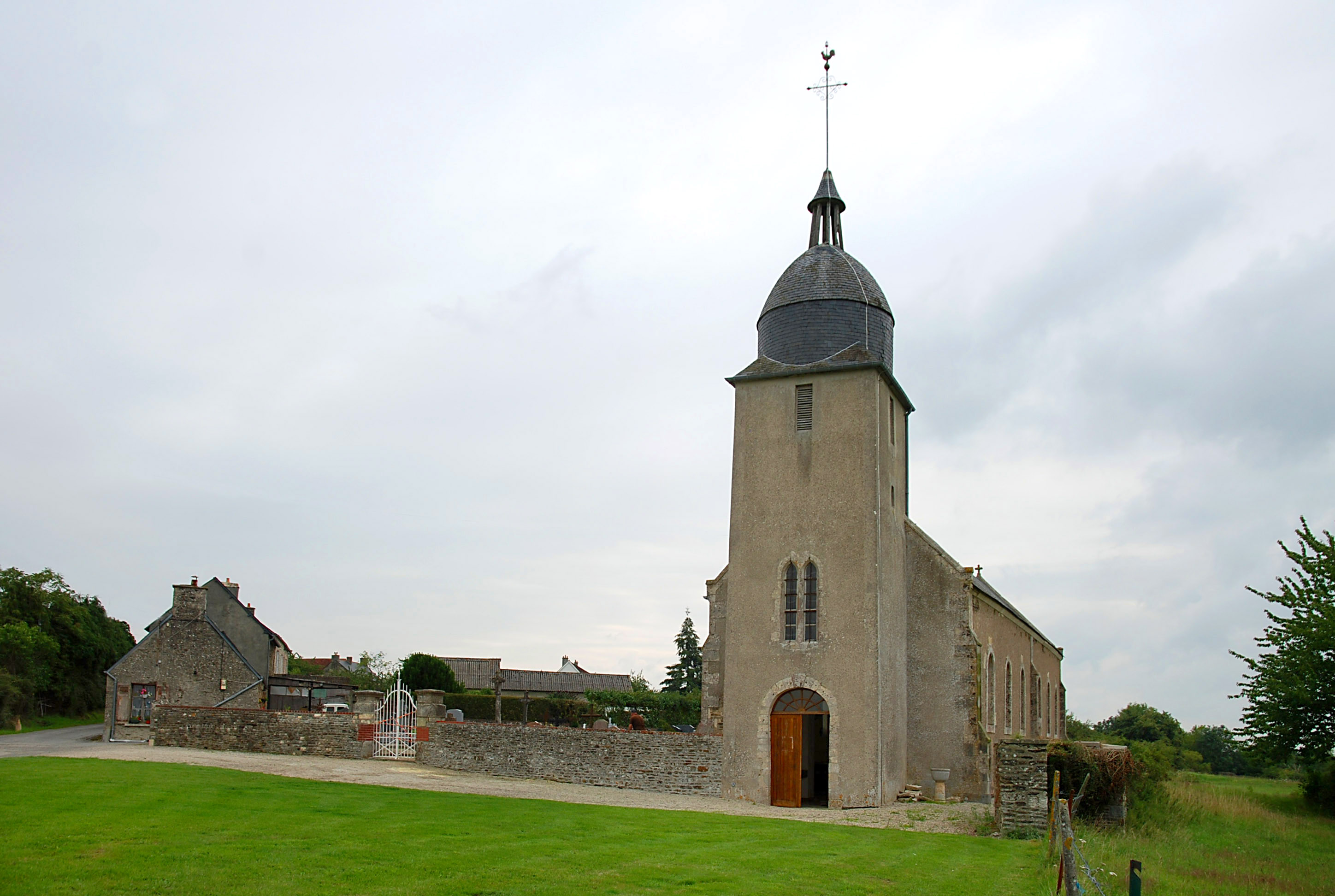
Kirche Saint-Laurent

- Kirche Saint-Laurent